# Тутраканська битва
Тутраканська битва (2-6 вересня 1916 року) — битва Першої світової війни, частина Румунської кампанії. Завершилось захопленням фортеці Тутракан і поразкою румунської армії від болгарських військ.

## Битва
Зі вступом Румунії у війну, командування Центральних держав прийняло план з розгрому Румунії. Для цього німецько-болгарські війська під командуванням генерала Кіселова вторглися в Південну Добруджу. На їхньому шляху встала велика румунська фортеця Тутракан.
Фортеця Тутракан була збудована французькими інженерами в 1913 році, коли Південна Добруджа ввійшла у склад Румунії. В фортеці було 151 гармат і 15 фортів. Фортецю називали неприступною, але обороняли її досить погано підготовлені війська, які складались з резервістів.
Болгарські війська під орудою генерала Пантелея Кіселова, за допомоги небагаточисленних німецьких частин, 5 вересня почали штурм фортеці. Після артилерійського обстрілу фортеці піхота почала штурм фортеці, практично відразу вдалось захопити 5 фортів.
6 вересня Тутракан був повністю захоплений болгарською армією. Переможці захопили 2 знамені, 480 офіцерів, більше 22000 солдат, 151 зброю і велику кількість інших трофеїв. Болгарські війська не понесли важкі втрати.